# Précieux (Loire)
Précieux é uma comuna francesa na região administrativa de Auvérnia-Ródano-Alpes, no departamento de Loire. Estende-se por uma área de 16,29 km². Em 2010 a comuna tinha 1 134 habitantes (densidade: 69,6 hab./km²).